# Daniel Ellsberg
Daniel Ellsberg (ur. 7 kwietnia 1931 w Chicago, zm. 16 czerwca 2023 w Kensington) – amerykański ekonomista, pracownik RAND Corporation, sprawca wycieku w 1971 roku zbioru tajnych dokumentów Departamentu Obrony Stanów Zjednoczonych znanego pod nazwą Pentagon Papers. W roku 2006 uhonorowany nagrodą Right Livelihood Award – „za działania na rzecz pokoju i ujawnienie prawdy o działaniach władz Stanów Zjednoczonych w czasie wojny wietnamskiej”.

## Życiorys

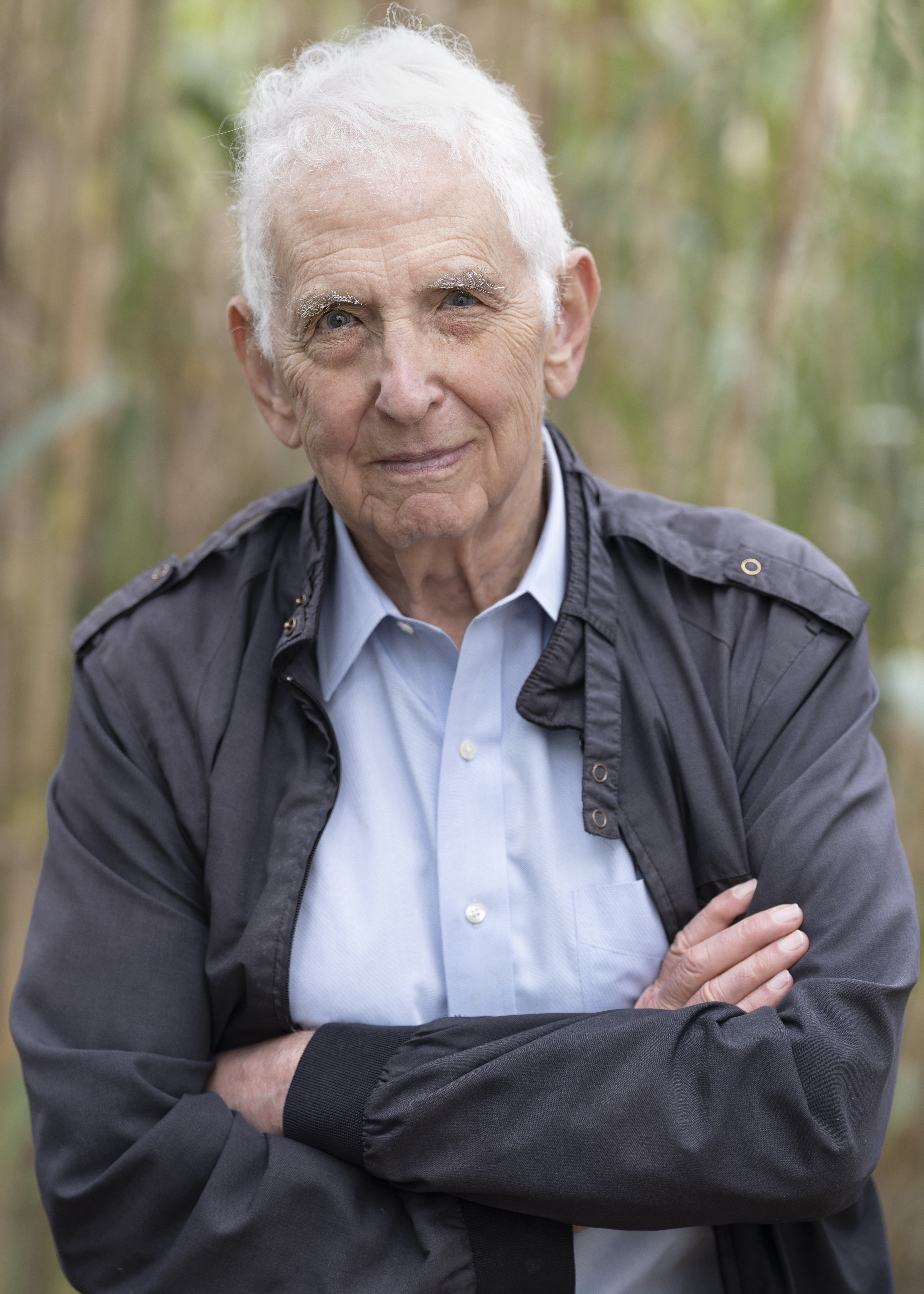
Daniel Ellsberg w 2020

W 1959 roku otrzymał doktorat z ekonomii na Uniwersytecie Harvarda. W pracy doktorskiej opisał między innymi pojęcie nazwane potem paradoksem Ellsberga. Następnie służył przez dwa lata w US Marines, potem zaczął pracować w RAND Corporation. W 1964 roku pracował w Pentagonie, następnie służył w Wietnamie podczas toczącej się tam wojny jako cywilny pracownik Departamentu Stanu. Podczas pobytu tam doszedł do wniosku, że Stany Zjednoczone są skazane na przegraną w wojnie i co więcej kierownictwo rządu zdaje sobie z tego doskonale sprawę, jednak nie chce poinformować o tym opinii publicznej.
Po powrocie z Wietnamu w 1967 roku jako ekspert został ponownie zatrudniony przez RAND Corporation, gdzie uczestniczył w tworzeniu ściśle tajnego raportu o historii amerykańskiego zaangażowania w Wietnamie (raport zamówił sekretarz obrony Robert McNamara). Raport ten otrzymał następnie nieformalną nazwę Pentagon Papers. Dzięki posiadaniu wysokiego stopnia wtajemniczenia (security clearance) – Ellsberg był jedną z niewielu osób z dostępem do całego zbioru dokumentów. Najważniejszą zawartością dokumentu były dowody, że od początku wojny wietnamskiej wysoko postawieni przedstawiciele rządu amerykańskiego uważali, że wojna jest nie do wygrania, jednak nie informowali o tym opinii publicznej z powodu politycznych kalkulacji.
Pod koniec 1969 roku Ellsberg podjął decyzję o przekazaniu raportu opinii publicznej. Zaczął stopniowo robić fotokopie liczącego ponad 7000 stron raportu i przemycać je na zewnątrz. Gdy jednak próbował przedstawić raport kilku politykom, ci nie chcieli z nim rozmawiać, gdyż wykradzenie tajnego raportu było przestępstwem w świetle prawa. Po tych daremnych próbach Ellsberg przekazał raport dziennikowi New York Times, który rozpoczął jego publikację 13 czerwca 1971 roku. Rewelacje raportu poruszyły amerykańską opinię publiczną i jeszcze bardziej obniżyły poparcie dla amerykańskiego zaangażowania w Wietnamie. 29 czerwca 1971 roku senator Mike Gravel przedstawił część raportu podczas prac amerykańskiego senatu, dodając go do sprawozdania z obrad, dzięki temu udostępnił go opinii publicznej i umożliwił całkowicie legalną publikację w formie książkowej przez Beacon Press.
Prezydent Richard Nixon, choć nie był wymieniony w raporcie (który dotyczył wydarzeń przed objęciem przez niego prezydentury w 1969 roku), uważał przeciek dokumentu za zdradę i poprosił sąd o wydanie zakazu publikacji dokumentów. Po 15 dniach Sąd Najwyższy Stanów Zjednoczonych uchylił go jako nielegalny. Choć gazeta nie wyjawiła źródła przecieku, FBI rozpoczęło poszukiwanie Ellsberga, który zaczął się ukrywać.
28 czerwca 1971 roku Ellsberg oddał się w ręce organów sprawiedliwości. Po ujawnieniu, że administracja Nixona próbowała skompromitować go podczas operacji związanych z aferą Watergate, sąd wycofał wszystkie zarzuty przeciwko niemu.
W 2003 roku zrealizowano film The Pentagon Papers (Akta z Pentagonu) o wykradzeniu dokumentów przez Ellsberga. W jego postać wcielił się aktor James Spader.